# 南肖墙关帝庙
南肖墙关帝庙，位于山西省太原市杏花岭区杏花岭街道天地坛社区南肖墙23号。
南肖墙关帝庙占地面积约5000平方米，现存建筑为清代风格，包括过殿、正殿及东、西偏院。其中正殿面阔五间，进深三椽，二层歇山顶。东偏院正殿面阔五间，硬山顶。

## 保护
2000年9月21日，南肖墙关帝庙公布为第二批太原市文物保护单位。